# Доменико Гирландайо
Доменико Гирландайо (на италиански: Domenico Ghirlandaio), с истинско име Доменико ди Томазо Коради ди Дофо Бигорди (Domenico di Tommaso Corradi di Doffo Bigordi), е един от най-изтъкнатите флорентински художници от периода Куатроченто, основател на художествена династия, която продължават неговите братя Давид Гирландайо и Бенедето Гирландайо, и синът му Ридолфо Гирландайо. Ръководител на художествена работилница, в която работи младият Микеланджело Буонароти. Представител е на Флорентинската живописна школа.

## Произход
Доменико Гирландайо е роден във Флоренция на 2 юни 1448 г. в неделя сутринта (което предопределя и избора на името – на италиански неделя е domenica). Той е най-голямото дете на Томазо Бигорди и на първата му жена Антония. Оттогава фамилното име Бигорди (Bigordi) постоянно се появява в документите, свързани със семейството на художника, докато фамилията Коради ( Corradi), с която е назоваван от някои автори (напр Baldinucci, Orlandi, Lanzi), никога не е използвана като фамилното име на баща му. В регистъра на починалите към енорията Сан Паоло е отбелязан запис за „Доменико, син на Томазо, и внук на Корадо Бигорди“.
Бащата на Доменико – Томазо Бигорди, е роден във Флоренция през 1424 г. в семейството на Корадо ди Дофо (или Досо) и Катерина ди Франческа Геручи. В документи от това време Томазо е споменат като търговец и производител на коприна, гирлянди и украшения, но в нито един не се отбелязва, че се е занимавал и със златарство. Според Джорджо Вазари бащата на Доменико е известен флорентински ювелир, и името „Il Ghirlandaio“ (майстор на венци), което Доменико взема за своя фамилия, идва от занаята на Томазо, известен с изработката на колиета, подобни на венци, които са носени от флорентинските девойки по това време. В своето „Жизнеописание на Доменико Гирландайо“ Вазари съобщава за Томазо, че „...е майстор в бижутерския занаят, изработил навремето по-голямата част от сребърните съдове за приношения, съхранявани по-рано в манастира Анунциата, а също и сребърните светилници на тамошната капела, унищожени по време на обсадата на града през 1529 г. Томазо е първият, който създава и пуска на пазара украшенията, които носят на главите си флорентинските момичета, които се наричат гирлянди, за което той получава и името Гирландайо, и то не само за това, че е бил първият им създател, но и защото създал толкова много от тях, отличаващи се с голяма красота, така че се харесвали, видомо, само тези, които излизали от неговата работилница...“. Гирляндите са познати във Флоренция много преди това, но отчитайки че Вазари лично познава сина на Доменико, художника Ридолфо Гирландайо, тази версия за произхода на името на художника има право на съществуване като семейно предание.
Семейство Бигорди произхожда от градчето Скандичи близо до Флоренция, в което дядото на художника притежава недвижими имоти. В началото на XV век Бигорди се преселват във Флоренция, но запазват връзката с родния си град и имота в Скандичи, за което свидетелстват данъчни документи. Доменико е най-голямото от петте деца на Томазо и Антония. От тях само Гирландайо и двамата му братя Давид (роден 1452 г.) и Бенедето (роден 1458 г.) оцеляват през детството. Майка му Антония също умира през 1462 г. и през 1464 г. Томазо се жени за Антония ди Филипо ди Франческо дел Пуцола. От втората си жена той има още две деца – Джованбатиста (роден 1466 г.) и Алесандра (родена 1475 г.), която през 1494 г. се омъжва за художника Себастиано Майнарди, който работи в ателието на Доменико Гирландайо, а след смъртта му през 1513 г., се омъжва за ювелира Антонио Салви.
Не е известно кога е починал Томазо Бигорди. Вазари съобщава, че след неговата смърт Доменико наследява бижутерската му работилница (този факт се потвърждава и от един запис в регистъра на починалите към енорията Сан Паоло), но никога не работи в нея, тъй като от детството си е отдаден на изобразителното изкуство.

## Обучение
Доменико започва обучението си като чирак на бижутерите Бернардо ди Гучо и Бартоломео ди Стефано и се обучава от 1463 до 1469 г.  Според Вазари младежът, който не изпитва наклонност към ювелирното дело, не престава да се занимава с рисуване. В крайна сметка баща му е принуден да се откаже е плановете си Доменико да продължи семейния бизнес и го изпраща да изучава живопис и изкуството на мозайката, в ателието на флорентинския художник Алесо Балдовинети. В мемоарите си, писани през ХVІ век, неговият син Франческо Балдовинети, потвърждава това, като отбелязва за своя баща, че „Гирландайо, който става велик художник, е бил негов ученик“. Чиракуването при Балдовинети изиграва важна роля за формиране на стила и художествения почерк на Гирландайо, които той ще доразвие впоследствие. Алесо Балдовинети е виден художник, мозаист и витражист, който изпитва влияния както от творците от флорентинската художествена школа като Андреа дел Кастаньо, Паоло Учело, Доменико Венециано, така и от някои популярни в Италия фламандски художници, като Рогир ван дер Вейден, Ханс Мемлинг и Хуго ван дер Гус.

## Първи творби
Съгласно Вазари, първите самостоятелни работи на Гирландайо са фреските в Капела „Веспучи“ в църквата „Онисанти“ във Флоренция (частично съхранени) и фреските с житието на свети Павлин Нолански в църквата „Санта Кроче“ във Флоренция (разрушени), след които той „..завоюва велика слава и придобива известност...“. Изследователите считат, че фреските с житието на свети Павлин са създадени от художника около 1470 г.
Първата значима работа на Гирландайо, съхранила се до наши дни, е фреската, изобразяваща „Свети Йероним, света Варвара и свети Антоний“, нарисувана в апсидата на църквата „Сант Андреа а Черчина“ в околностите на Флоренция, датирана в началото на 1470-те г. според Марко Киарини, Алесандро Анджелини, Ема Микелети и Роналд Кекс. В тази ранна творба ясно проличава влиянието на други художници. По специално се отбелязват  приликите с олтарната картина „Разпятието със свети Йероним и свети Антоний“, приписвана на ателието на Верокио и съхранявана в църквата „Санта Мария ад Арджано“ до Сан Кашано ин Вал ди Пеза до кражбата ѝ на 21 юли 1970 г. Още по-близки са приликите с олтарната картина на Козимо Росели „Св. Йоан Кръстител, св. Барбара и св. Матей“, рисувана между 1468 и 1469 г. за Капела ди Санта Барбара в базиликата „Сантисима Анунциата“ във Флоренция, съхранявана в галерията на Флорентинската академия. 
През 1472 г. художникът встъпва в „Братството на св. Лука“ – обединение на живописци, скулптури, ювелири и други професионалисти, имащи отношение към изобразителното изкуство.
През същата 1472 г. Гирландайо изписва Капела „Веспучи“ във флорентинската църква „Онисанти“ където рисува сцените „Дева Мария на милосърдието“, „Пиета“ и две фигури на светци в ниши, което е отбелязано и от Вазари. В стари времена по време на множеството преустройства на църквата фреските са замазани и са преоткрити едва през 1878 г. под дебел слой мазилка. Поради това стенописите са претърпели значителни щети, като са унищожени краищата им и фигурите на двамата светци в ниши. Централната част на двете основни изображения обаче е сравнително добре запазена.

## Капела „Санта Фина“
През 1473 г. името „Доменико от Флоренция“ се споменава за пръв път в градските документи на Сан Джиминяно, където той пристига за да работи в местната църква „Коледжата ди Санта Мария Асунта“ по фреските в Капела „Санта Фина“. Капелата често е описвана като „едно от съкровищата на архитектурата, живописта и скулптурата на Ренесанса“. Тя е посветена на младо момиче на име Серафима, по-известно като „Фина“, канонизирана по-късно като местна светица. Капелата се помещава в седмата ниша на десния неф на базиликата. Тя е проектирана и изградена от братята архитекти Джулиано да Маяно и Бенедето да Маяно през 1468 -1472 г. Страничните стени са изрисувани от Доменико Гирландайо през 1473 – 1475 г. със сцени от живота на светицата – „Известяването на смъртта на св. Фина“ и „Погребението на св. Фина“ с различни чудеса, включително двете чудодейни изцеления на парализираната болногледачка и сляпото момче, и ангелът биещ камбаните на градските кули. В документи от епохата  се споменава, че Доменико от Флоренция и Пиеро от Флоренция получават през 1475 г. плащания за украсата на църквата.

## Първо пътуване до Рим
От ноември 1475 г. до април 1476 г. Гирландайо заедно с брат си Давид е в Рим, където двамата рисуват във Ватиканската библиотека фрески с портрети на пророци и философи. Съдейки по запазените документи, в течение на своя живот Давид изпълнява в семейното ателие най-вече функциите на администратор и помощник, но въпреки това, фигурите на пророците е прието да се считат за съвместно произведение на двамата братя. В тези години започва да се формира художествената работилница на Гирландайо, или както още я наричат „Ботега Гирландайо“, в която с течение на годините се включват по-малките братя на Доменико и зет му Себастиано Майнарди, формиращи най-близкия кръг. Впоследствие, от време на време и в зависимост от потребностите и поръчките, на работа били привличани и други художници – Бартоломео ди Джовани, Николо Чеко, Якопо дел Индако, Якопо дел Тедеско, Балдино Балдинели, Поджо Поджини. Сред най-знаменитите художници, работили в ателието, са младият Микеланджело Буонароти, а също така Джулиано Буджардини и Франческо Граначи. За работилницата на Гирландайо е запазен платежен документ от 1490 г., благодарение на който е известно, че салонът-работилница по това време се намира на Пиаца Антинори и била част от ателието на архитекта и дърворезбар Бачо д’Аньоло, с когото Доменико изпълнява няколко общи проекта. Работилницата на Гирландайо по това време е едно от най-големите художествени предприятия на Флоренция от последните две десетилетия на XV век.

## Фрески с „Тайната вечеря“
През 1476 г. Доменико и Давид работят в абатството „Сан Микеле Арканджело“ в Пасиняно, където рисуват „Тайната вечеря“ в манастирската трапезария.
От декември 1478 г. до февруари 1479 г. Гирландайо е в Пиза. В местния музей се съхранява картината „Мадоната с Младенеца на трон, заедно със св. Йероним, св. Ромуалд, и двама светии“, която се отнася към този период.
През 1480 г., Гирландайо рисува „Свети Йероним в своята килия“ и други фрески в църквата „Онисанти“ във Флоренция. В манастирската трапезария към храма той изрисува в мащаб 1:1 сцената на „Тайната вечеря.“ 
Съхранен е документ от 31 май 1481 г. за изплащане на възнаграждение на Доменико и Давид Гирландайо от монасите от манастира Сан Донато за изписването на манастирската трапезария, но тези фрески не са се съхранили.

## Сикстинска капела
По това време Доменико Гирландайо е вече толкова успешен и известен живописец, че през 1481 г. папа Сикст IV го кани заедно с други прочути художници, да изрисуват капела във Ватиканския дворец, която по-късно става известна като Сикстинската капела. Заездно с него за изписване на капелата са поканени и други известни майстори – Пиетро Перуджино, Бернардино Пинтурикио, Сандро Ботичели, Козимо Росели и Микеланджело.
През 1481 г. Доменико заедно с брат си Давид работи в Рим и рисува в Сикстинската капела две фрески: „Възкресението на Исус Христос“ (незапазена) и „Призоваването на апостолите Петър и Андрей“ (запазена), в която рисува изображенията на най-видните флорентинци, служещи в Рим. Неговата работа прави голямо впечатление на флорентинците, удостоени с честта на бъдат увековечени в папската капела, и те побързали да съобщят това и на своите родственици във Флоренция. Ето защо не е чудно че Доменико се връща в родния си град в зенита на своята слава, и е буквално засипан от поръчки.
Според Вазари по време на престоя си в Рим Гирландайо рисува в капелата, издигната от Франческо Торнабуони в римската църква Санта Мария сопра Минерва, но тези фрески не са запазени.

## Завръщане във Флоренция
На 5 октомври 1482 г. Доменико получава първата официална поръчка от флорентинското правителство: изписването на Залата с лилиите в Палацо Векио. Там Доменико рабои със своите братя и помощници. На 20 май 1483 г. Синьорията му възлага да изрисува олтара за капелата в същия дворец, на работата така и не е завършена.

## Капела „Сасети“
Капела „Сасети“ е последната в десния трансепт на църквата „Санта Тринита“ във Флоренция. Капелата е известна най-вече с фреските със сцени от живота на свети Франциск от Асизи, изпълнени от Доменико Гирландайо през 1482 – 1485 г. Началото на декорацията на капелата започва на 17 юни 1483 г. и приключва по-малко от две години по-късно. Капелата често е описвана като „едно от съкровищата на архитектурата, живописта и скулптурата на Ренесанса“.
Франческо Сасети (1421 – 1490), богат банкер и приятел на семейство Медичи, както и управител на Банката на Медичи, е просветен флорентински гражданин, със склонност към меценатството. Желаейки да остави името си в историята, Франческо решава да построи семейна капела. Първоначално Франческо Сасети предлага да украси със сцени от живота на свети Франциск от Асизи, своя небесен покровител, голямата капела на хора в църквата „Санта Мария Новела“. Но стопаните на църквата, монасите доминиканци, се отнасят подозрително към францисканците и техния патрон и не приемат предложения от Франческо сюжет за стенопоси. Тогава Сасети спира избора си върху църквата „Санта Тринита“ и придобива през 1479 г. малката и тясна, но висока капела за хора, вляво от главния олтар. Изборът на Сасети за художник пада върху най-популярния живописец във Флоренция по това време – Доменико Гирландайо, който току-що се е завърнал от Рим и вече е получил официална поръчка от Синьорията. Договорът за изписването на капелата е подписан 25 декември 1480 г., като самото изписване се извършва между 1482 и 1485 г. В централния олтар на капелата Гирландайо рисува картината „Поклонението на пастирите“, върху която е означена с латински букви годината 1485.

## Капела „Торнабуони“
През септември 1485 г. Гирландайо подписва договор за оформление на Капела „Торнабуони“ в базиликата „Санта Мария Новела“, работите му в която стават най-големите и значителни произведения на художника. Работите в капелата продължават до март 1491 г., като по късно в нея са поставени и витражи, направени също по рисунки на Доменико.
Поръчката за капелата е направена от Джовани Торнабуони, родственик на Франческо Торнабуони, с когото художникът се запознава в Рим. Главната капела на „Санта Мария Новела“ първоначално е изписана в средата на ХІV век от Андреа Орканя. Останки от тези фрески са открити по време на реставрации през 1940-те г., те включват фигури от Стария завет. Някои от тях са били демонтирани и днес могат да се видят в Музея на църквата.
През 1357 т. стените на капелата са силно повредени от пожар, вероятно причинен от мълния. До края на ХV век, стенописите на Орканя поради течове и влага са компрометирани дотолкова, че поправянето им става невъзможно. Работата по изписването на капелата дълго не започва поради това, че капелата е под патронажа на семейство Ричи, което не успява да се възстанови след фалита им през 1348 г., и няма средства за финансиране на нови стенописи. Първо Франческо Сасети, богат и могъщ флорентински банкер и управител на банката на Медичи, придобива правото да украси главния олтар на капелата. Сасети има намерение новите стенописи да изобразяват сцени от живота на свети Франциск от Асизи, но доминиканците, които са собственици на „Санта Мария Новела“ не одобряват този сюжет. Тогава Сасети възлага на Доменико Гирландайо да изпише т.нар. Капела Сасети във францисканската църква „Санта Тринита“. Сасети губи правата за украсата на голямата капела в „Санта Мария Новела“, и семейство Ричи в крайна сметка ги продава през 1485 г. на банкера Джовани Торнабуони, брат на майката на Лоренцо Медичи, който през 1484 г. заменя Франческо Сасети на поста главен управител на Банка „Медичи“. Джовани Торнабуони успява да намери компромисно решение, като обещава на семейство Ричи да постави семейният им герб на най-видно място в капелата.
На 1 септември 1485 г. Джовани Торнабуони подписва договор с Доменико Гирландайо за изписването на капелата с цикъл фрески от живота на Богородица и свети Йоан Кръстител, покровител на донатора и на град Флоренция. Торнабуони обещава на Гирландайо за цялостното изписване на капелата 1200 златни дуката, а в случай, че фреските станат особено сполучливи – още 200. Когато работата е завършена се оказва, че Торнабуони не може да заплати обещаното допълнително възнаграждение, макар че стенописите му харесват много, което и сам признава на художника. Гирландайо се отказва от него, казвайки, че „са му по скъпи не парите, а това, че поръчителят е останал доволен“. Това достойно поведение прави силно впечатление на Торнабуони, и когато в началото на 1494 г. художникът се разболява от треска, той му изпраща в дар 100 златни дуката.
Доменико Гирландайо работи по стенописите през 1485 – 1490 г., подпомогнат от творците от неговата художествена работилница, сред които са братята му Давид и Бенедето, зет му Себастиано Майнарди и вероятно, младият Микеланджело Буонароти. Работите в капелата продължават до март 1491 г., като по късно в нея са поставени и витражи със стъклописи, направени също по проект и рисунки на Доменико Гирландайо.
Цялостното оформление на капелата е завършено от олтар, включващ олтарната картина „Мадона в слава със светци“, и на обратната страна – картината „Възкресението на Христос“. Двете олтарни картини са заобиколени с дървени пана с изписани образи на светци, част от тях са изгубени, две пана са унищожени през Втората световна война, и до днес са запазени само четири от тях. Олтарът впоследствие е разчленен на отделни части, които се съхраняват в Берлинската картинна галерия, Старата пинакотека в Мюнхен, Музея за изящни изкуства в Будапеща и в колекцията на Фондация „Маняни-Рока“ в Траверсетоло.

## Мозайки
В последните години на живота си Гирландайо се занимава активно и с изработването на мозайки. През 1492 г. Доменико реставрира мозайка на Чимабуе в Катедралата на Пиза а през 1493 г., заедно с брат си Давид – тази на апсидата на Катедралата в Пистоя, разрушена през XVI век.

## Семеен живот
През 1480 г. Доменико Гирландайо се жени за Костанца Нучи, дъщеря на Бартоломео Нучи, с която имат четири деца: Бартоломео (1481), който става астроном и философ, по-късно е монах в манастира „Санта Мария дели Анджели“ във Флоренция, получава длъжността приор през 1522 г. и умира през 1543 г.; Ридолфо (1483), единственото от деветте деца на Гирландайо, което поема по стъпките на баща си и става художник; Антония (1484) и Франческа (1485).
След като Костанца умира по време на раждане, Гирландайо се жени за Антония Паоли, дъщеря на Паоло Паоли, вдовица от Сан Джиминяно, която му ражда още пет деца – три дъщери и двама синове, един от които през 1507 г. става монах в манастира „Санта Мария дели Анджели“ под името Микеланджело. Съдейки по всичко, Доменико Гирландайо прекарва по-голямата част от живота си във Флоренция в дома си на Виа дел Аренто, в съседство с известна старинна остерия и с винарната „Чело ди Чардо“, пътувайки в други градове само за изпълнение на конкретни поръчки.

## Смърт
Доменико Гирландайо умира на 11 януари 1494 година след кратко боледуване от треска. В регистъра на починалите към енорията „Сан Паоло“ се намира следният запис: „...Доменико, син на Томазо, внук на Корадо Бигорди, живописец, почина в събота сутрин в 11 ден от януари 1494 г. Погребан в събота вечерта в „Санта Мария Новела“ между 24 и 1 часа след полунощ. Голяма загуба, поради това че покойният беше значим във всяко отношение, и скръбта беше голяма за всички...“. Вазари описва последните му дни така: „...Доменико заболява от такава силна треска, че болестта го уморява за пет дни. Когато той се разболява, Джовани Торнабуони му изпраща в дар сто златни дуката в знак на приятелство и за предаността и услугите, които Доменико оказва постоянно на Джовани и цялото му семейство. Доменико живя четиридесет и четири години и с много сълзи и плач от Давид и Бенедето, неговите братя, и от Ридолфо, неговия син, след тържествена служба е погребан в църквата „Санта Мария Новела“, и тази загуба силно натъжи неговите приятели. Също и много превъзходни чуждоземни живописци, чувайки за смъртта му, пишат на родствениците му, изразявайки съболезнованията си по повод жестоката му смърт...“. Съдейки по описанието на Вазари, Доменико е бил не само изключително талантлив, на и много добър човек и приятел, заради което е спечелил обичта своите близки и приятели.

## Ботега Гирландайо
Работилницата на Гирландайо приема толкова много поръчки за фрески и картини, че самият Доменико не може да участва в изработването на всички лично, затова по правило той съставя общия план и главните детайли на бъдещите творби, които изпълняват под неговия надзор многобройните му помощници. Даже такава важна поръчка като олтара на Капела „Торнабуони“ е започнат от Доменико и е завършен след смъртта на художника от неговите помощници. Последната голяма творба на Гирландайо – „Христос в слава с дарител“ (1492 – 1493, Пинакотека, Волтера), предназначена за абатството „Санти Джусто е Клементе“ във Волтера, е създадена по рисунка на Доменико от неговите помощници. Работоспособността на Доменико Гирландайо през тези години е безгранична. Както свидетелства Вазари, „...такава била неговата любов към работата и към това, да угоди на всекиго, че заповядал на своите помощници да приемат всяка поръчка, с която идвали в работилницата, дори тя да бъде за изработка на гирлянди за дамски кошници, казвайки им, че ако те не искат да правят това, то той ще ги изработи сам, така че никой да не напусне неговата работилница недоволен.... той възложил всички задължения в работилницата на своя брат Давид, като му казал: „Остави рисуването на мен, а ти се занимавай с деловите неща, защото сега, когато започнах да разбирам това изкуство, единствено съжалявам, че нямам поръчка да изпиша с фрески целите градски стени на Флоренция...“
В ателието на Доменико Гирландайо чиракува и младият Микеланджело Буонароти. Това се потвърждава от публикувани през 2017 г. документи от ватиканските архиви, в които е отбелязано, че „...той остана при него на заплата в продължение на 3 години...“ от 1488 до 1490 г., по време когато Гирландайо изпълнява поръчката на творбите за Джовани Торнабуони в „Санта Мария Новела“.

## Галерия
- Портрет на Джована Торнабуони (1488) музей Тисен, Мадрид
- Олтарно пано (1492) Общинска пинакотека, Волтера
- „Мадоната и младенеца“ (1486) Уфици, Флоренция
- „Св. Екатерина Сиенска и св. Лаврентий“ (1490 – 1498), Старата Пинакотека, Мюнхен